# Lichenophanes tuberosus
Lichenophanes tuberosus är en skalbaggsart som beskrevs av Pierre Lesne 1934. Lichenophanes tuberosus ingår i släktet Lichenophanes och familjen kapuschongbaggar. Inga underarter finns listade i Catalogue of Life.